# Saffaracus
Saffaracus (żył w VI w.) – biskup Paryża w połowie VI wieku. Wzmiankowany przez Grzegorza z Tours. Miał zostać zdjęty z urzędu i zastąpiony przez Euzebiusza ok. 552 roku.